# 노은중학교
노은중학교(老隱中學校)는 대한민국 충청북도 충주시 노은면 문성리에 있는 공립 중학교이다.

## 학교 연혁
- 1970년 3월 20일 : 개교
- 1970년 3월 20일 : 제1회 입학식
- 2017년 12월 30일 : 중앙현관 계단 안전시설 및 현관 환경 개선
- 2024년 1월 3일 : 제52회 8명 졸업(남 4명, 여 4명, 누계 3,754명)
- 2024년 3월 1일 : 제28대 서형택 교장 부임
- 2024년 3월 4일 : 2024학년도 6명 입학

## 참고 자료
- 노은중학교 - 한국교육학술정보원 학교알리미